# Coupe latine de rink hockey 2008
Navigation
Coupe latine de rink hockey 2006 Coupe latine de rink hockey 2010
La Coupe latine de rink hockey 2008 est la 24e édition de la compétition organisée par le Comité européen de rink hockey. Cette édition a lieu à Coimbra, au Portugal du 2 au 4 avril 2008. Le Portugal remporte pour la douzième fois ce tournoi.

## Déroulement
Les quatre équipes s'affrontent toutes une fois. 

## Classement et résultats
| Rang | Équipe   | Pts | J | G | N | P | Bp | Bc | Diff |  | Résultats |  |     |     |     |
| ---- | -------- | --- | - | - | - | - | -- | -- | ---- |  | --------- |  | --- | --- | --- |
| 1    | Portugal | 7   | 3 | 3 | 0 | 0 | 9  | 4  | +5   |  | Portugal  |  | 3-0 | 4-3 | 2-1 |
| 2    | Espagne  | 4   | 3 | 1 | 1 | 1 | 9  | 4  | +5   |  | Espagne   |  |     | 1-1 | 8-0 |
| 3    | Italie   | 4   | 3 | 1 | 1 | 1 | 10 | 7  | +3   |  | Italie    |  |     |     | 6-2 |
| 4    | France   | 0   | 3 | 0 | 0 | 3 | 3  | 16 | -13  |  | France    |  |     |     |     |

## Sources
- (pt) Cet article est partiellement ou en totalité issu de l’article de Wikipédia en portugais intitulé « Taça Latina de 2008 » (voir la liste des auteurs).